# Catharine
Catharine  ist ein englischer, seltener auch deutscher, weiblicher Vorname; zu dessen Herkunft und Bedeutung siehe Katharina.

## Varianten
Kathrina, Catherine, Cathryn, Kate, Katie, Kathleen, Cathleen, Kateline, Katryna, Katlyn, Katlynn, Kitty, Cathy, Katherine, Kathryn

## Bekannte Namensträgerinnen
- Catharine Beecher (1800–1878), US-amerikanische Pädagogin und Schriftstellerin
- Catharine Cox Miles (Geburtsname Catharine Morris Cox; 1890–1984), US-amerikanische Psychologin
- Catharine MacKinnon (* 1946), US-amerikanische feministische Aktivistin, Anwältin und Professorin für Rechtswissenschaft
- Catharine Parr Traill (1802–1899), britisch-kanadische Schriftstellerin und Botanikerin

## Sonstiges
- St Catharine’s College (Cambridge)

## Orte in den USA
- Catharine (Illinois)
- Catharine (Kansas)
- Catharine (New York)